# Kanaat Kokand

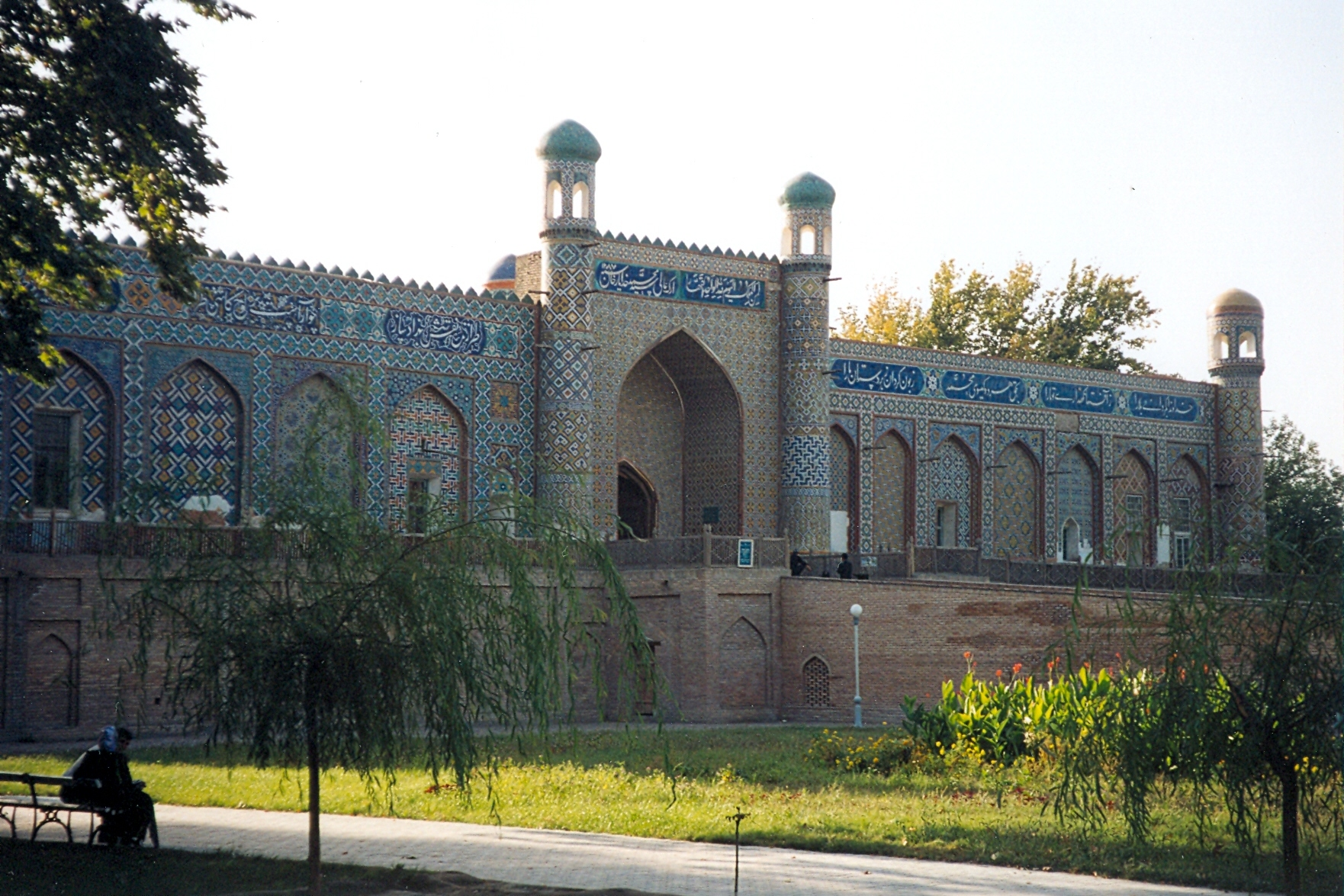
Paleis van Madali Khan, Kokand.

Het kanaat Kokand was een kanaat (staat) in Centraal-Azië die bestond van 1709 tot 1883 binnen het gebied van het huidige Oezbekistan, Tadzjikistan en Kirgizië.

## Opkomst en groei
Het kanaat Kokand ontstond toen Shaybanid Shahrukh van de Minglar-Oezbeken een onafhankelijk vorstendom stichtte in het westelijke deel van de Vallei van Fergana als afsplitsing van het emiraat Buchara. Voor zijn hoofdstad bouwde hij een fort in het kleine stadje Kokand.
Zijn zoon Abd al-Karim en kleinzoon Narbuta Beg vergrootten het fort. Beiden waren echter tussen 1774 en 1798 verplicht om schatting af te dragen aan de Qing-dynastie van China. Tot vandaag de dag wordt dit soms gebruikt als basis voor Chinese claims over de soevereiniteit over de Vallei van Fergana.
Narbuta Begs zoon Alim was zowel wreed als efficiënt. Hij huurde een huurleger in van Tadzjiekse bergbewoners en veroverde de westelijke helft van de Vallei van Fergana inclusief Chodzjand en Tasjkent. Hij werd echter in 1809 om het leven gebracht door zijn broer Omar. Omars zoon, Mohammed Ali (Madali Khan) kwam op de troon in 1821 op de leeftijd van 12 jaar. Tijdens zijn rijk bereikte het kanaat Kokand zijn grootste territoriale omvang. In 1841 slaagde de Britse officier kapitein Arthur Conolly er niet in om de verschillende kanaten ertoe over te halen om hun geschillen opzij te zetten. Hij deed deze poging om zo de groeiende Russische invloed in het gebied een halt toe te roepen. Hij verliet daarop Kokand en trok naar Buchara in zijn tot mislukking gedoemde poging om zijn medeofficier kolonel Charles Stoddart te bevrijden in november 1841 en beiden werden daarop geëxecuteerd in 1842.

## Neergang
Ondanks pogingen van Omars weduwe, de beroemde dichteres Nadira, om Madali Khan ervan te weerhouden, maakte Madali Khan zich toch schuldig aan wreedheden en losbandigheid, hetgeen emir Nasrullah Khan van het emiraat Buchara een excuus gaf om Kokand binnen te vallen in 1842. De inwoners van Kokand gaven echter toch de voorkeur aan hun eigen despoten boven deze buitenstaanders; ze kwamen al snel in opstand en zetten Shir Ali, de oom van Madali Khan op de troon. De daaropvolgende twee decennia verzwakte het rijk door verbitterde burgeroorlogen en etnische conflicten, nog verder versterkt door Buchaarse en Russische invallen. Shir Ali’s zoon Khudayar regeerde van 1845 tot 1858 en, na een nieuwe onderbreking door Emir Nasrullah, nogmaals vanaf 1865. Ondertussen zette het Russische Rijk zijn opmars voort. In 1866 verloor het kanaat Tasjkent gevolgd door Chodzjend in 1867.
Vanaf 1863 was Muhammad Sultan Khan de vorst van het kanaat. In de praktijk lag de macht bij de regent Alimqul. Deze gaf in 1865 zijn legeraanvoerder Yakub Beg de opdracht zich met een leger bij een strijdkracht van Kirgiezen te voegen, die de stad Kashgar had belegerd en geplunderd. Na de verovering van die stad wist Yakub Beg een opstand van Hui en later Turkstalige moslims tegen het Chinese gezag te kapen. Ongeveer tien jaar was Yakub Beg de feitelijk heerser van het grootste deel van het Tarimbekken. Pas in 1877 wist China zijn gezag daar weer te herstellen.

## Einde van het rijk
In 1868 veranderde een handelsverdag Kokand in een Russische vazalstaat. Westerse bezoekers waren onder de indruk van de stad met 80 000 mensen, ongeveer 600 moskeeën en 15 madrasa's en haar nu machteloze Khudayar Khan, die zijn energie stak in het verbeteren van zijn overvloedige paleis. Opstanden tegen de Russische heerschappij en Khudayars onderdrukkende belastingen leidden ertoe dat Khudayar uiteindelijk werd verbannen in 1875. Hij werd opgevolgd door zijn bloedverwant Pulad Khan, wiens anti-Russische houding leidde tot de annexatie van Kokand, na felle gevechten, door de Russische generaals Konstantin von Kaufman en Michail Skobelev in maart 1876. Tsaar Alexander II verklaarde dat hij was gedwongen om "toe te geven aan de wensen van de Kokanders om Russische burgers te worden". Het kanaat Kokand werd in 1883 als afgeschaft verklaard en werd toegevoegd aan de oblast Fergana van het generaal-gouvernement Turkestan (Russisch Turkestan).